# Hontouso / Sukirai
Singles de Misono
…Suki xxx/Jyunni ji mae no Tsuderella
(2010) Maialino!/no Tsuzuki ~Eien Nante Nai...
(2012)
Ho・N・To・U・So / Su・Ki・Ra・I est le 17esingle de Misono sorti sous le label Avex Trax le 23 novembre 2011 au Japon. Il sort en format CD, CD+DVD"Me" et CD+DVD"Tales of Ver.". Il arrive 46e à l'Oricon et reste classé une semaine pour un total de 2 968 exemplaires vendus durant cette période. Les quatre pistes se trouvent sur l'album Uchi.

## Liste des titres
| 1. | Ho・N・To・U・So (ホ・ン・ト・ウ・ソ)                                |  |
| 2. | Su・Ki・Ra・I (ス・キ・ラ・イ)                                       |  |
| 3. | Tanabata☆Sita ButterFly♪feat.misono (七夕☆ジタButterFly♪feat.misono) |  |
| 4. | with you feat.Me ~ME ver.~ (version CD "Tales of Ver." seulement)    |  |
| 5. | Kimi to Watashi no Uta ~ME ver.~ (version CD seulement)              |  |

| 1. | Ho・N・To・U・So (ホ・ン・ト・ウ・ソ)                     |  |
| 2. | 「NO you! NO life! NO...×× ?」feat.Me ~ME direction ver.~ |  |

| 1. | Ho・N・To・U・So (ホ・ン・ト・ウ・ソ)                                    |  |
| 2. | tales... ~Tales of Festival 2011 live ver.~                              |  |
| 3. | Ho・N・To・U・So ~Tales of Festival 2011 live ver.~ (ホ・ン・ト・ウ・ソ) |  |
| 4. | with you feat.Me ~ME direction ver.~                                     |  |